# Ellendale (Delaware)
Ellendale es un pueblo ubicado en el condado de Sussex en el estado estadounidense de Delaware. 

## Geografía
Ellendale se encuentra ubicado en las coordenadas 38°48′24″N 75°4′35″O / 38.80667, -75.07639.

## Demografía
En el año 2000 tenía una población de 327 habitantes y una densidad poblacional de 497.9 personas por km². Según la Oficina del Censo, en el año 2000 los ingresos medios por hogar en la localidad eran de $37,083, y los ingresos medios por familia eran $42,841. Los hombres tenían unos ingresos medios de $21,875 frente a los $17,614 para las mujeres. La renta per cápita para la localidad era de $14,831. Alrededor del 15.3% de la población estaban por debajo del umbral de pobreza.
Para el censo de 2020, la población era de 487 habitantes, de los cuales 6 son amerindios, 4 asiáticos, 140 afroamericanos, 77 hispanos o latinos, 259 blancos, 30 de otra raza y 48 de dos o más razas.